# Megalayense
| Era Eratema | Periodo Sistema | Época Serie | Edad Piso                                  | Inicio, en millones de años |
| ----------- | --------------- | ----------- | ------------------------------------------ | --------------------------- |
| Cenozoico   | Cuaternario     | Holoceno    | Megalayense Megalayiano                    | 0,0042                      |
| Cenozoico   | Cuaternario     | Holoceno    | Norgripiense Norgripiano                   | 0,0082                      |
| Cenozoico   | Cuaternario     | Holoceno    | Groenlandiense Groenlandiano               | 0,0117                      |
| Cenozoico   | Cuaternario     | Pleistoceno | Superior / Tardío (Tarantiense Tarantiano) | 0,129                       |
| Cenozoico   | Cuaternario     | Pleistoceno | Chibaniense Chibaniano                     | 0,774                       |
| Cenozoico   | Cuaternario     | Pleistoceno | Calabriense Calabriano                     | 1,80                        |
| Cenozoico   | Cuaternario     | Pleistoceno | Gelasiense Gelasiano                       | 2,58                        |
| Cenozoico   | Neógeno         | Neógeno     | Neógeno                                    | 23,03                       |
| Cenozoico   | Paleógeno       | Paleógeno   | Paleógeno                                  | 66                          |

El Megalayense o Megalayiano es el tercer y último piso y edad del Holoceno y, por tanto del Cuaternario y del Cenozoico, en la escala temporal geológica. Sucede al Norgripiense y llega hasta la actualidad. Se inició en el 4200 AP, es decir, 2250 años antes de Cristo. Es equivalente a la subserie Holoceno Superior (subépoca Holoceno Tardío).
La edad empezó con el evento del kiloaño 4-2, una sequía de 200 años que afectó a las civilizaciones de Egipto, Grecia, Siria, Israel, Palestina, Mesopotamia, el valle del Indo y el valle del Yangtze. «El hecho de que el principio de esta edad coincida con un cambio cultural causado por un acontecimiento climático global, lo hace único», según Stanley Finney, secretario general de la Unión Internacional de Ciencias Geológicas (IUGS).

## Sección estratotipo y punto de límite global (GSSP)
La  sección estratotipo y punto de límite global (GSSP) del Megalayense está en un espeleotema de la cueva de Mawmluh, en Megalaya, nordeste de la India.
Tanto el piso (y edad) como la subserie (y subépoca) fueron ratificados oficialmente por la IUGS en julio de 2018, junto con el Groenlandiense (Holoceno Inferior/Temprano) y el Norgripiense (Holoceno Medio).